# Racine carrée de sept

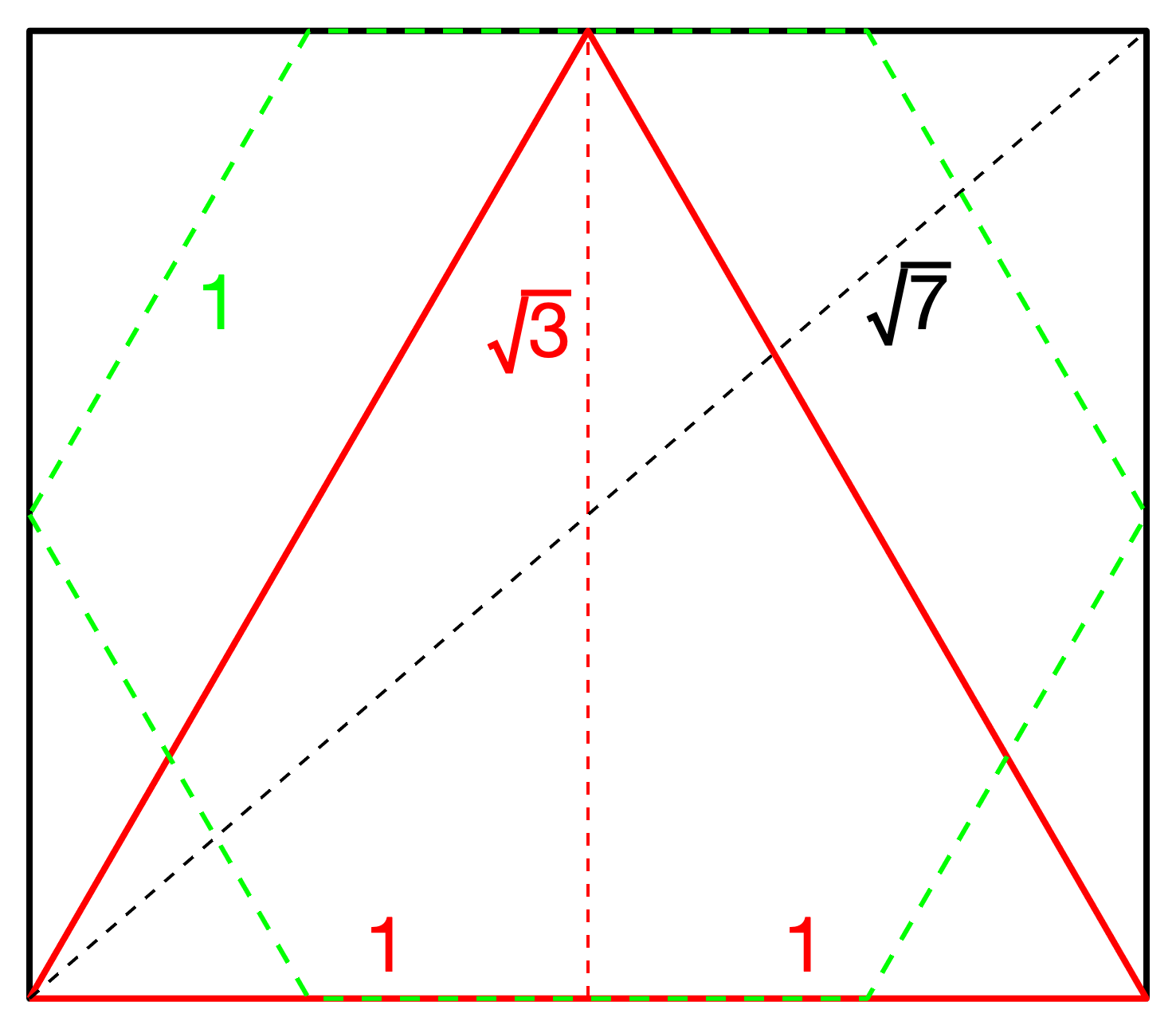
Le rectangle circonscrivant un triangle équilatéral de côté 2, ou un hexagone régulier de côté 1, a une diagonale de longueur.

La racine carrée de 7 est le nombre réel positif qui, multiplié par lui-même, donne le nombre premier 7. On l'appelle plus précisément racine carrée principale de 7, pour le distinguer du nombre négatif ayant la même propriété. Il se note √7 ou 71/2.
C'est un nombre algébrique irrationnel. Ses soixante premières décimales sont :
2,64575131106459059050161575363926042571025918308245018036833....
ce qui peut être arrondi à 2,646 avec une précision d'environ 99,99 % . La valeur approchée 127/48 (≈ 2,645833...) est meilleure malgré un dénominateur de seulement 48.
Plus d’un million de décimales de la racine carrée de sept ont été publiés.

## Géométrie

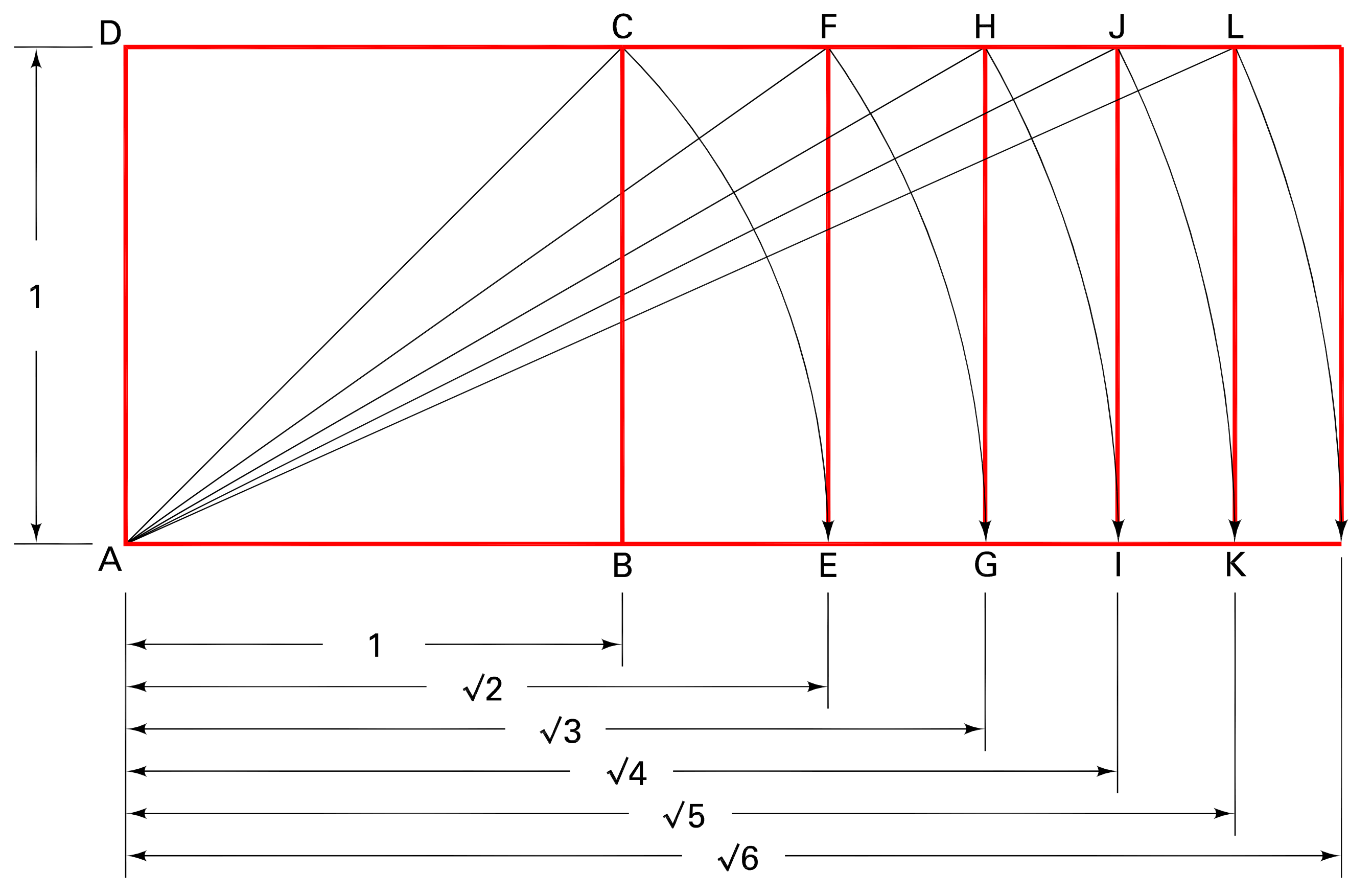
Ces rectangles illustrent une construction à la règle et au compas de comme diagonale d'un rectangle de longueur et de largeur 1.

En géométrie plane, la racine carrée de 7 peut être construite à la règle et au compas via la suite de rectangles illustrée ci-contre ,,.
Le rectangle englobant minimal d'un triangle équilatéral de longueur d'arête 2 a une diagonale de longueur √7.
Le nombre 7 étant le plus petit entier >0 qui n'est pas somme de trois carrés (voir le théorème des trois carrés) , √7 est la plus petite racine carrée d'un entier naturel qui ne peut pas être la distance entre deux points quelconques d'un réseau cubique entier (ou de manière équivalente, la longueur de la diagonale d'un parallélépipède rectangle de longueurs de côtés entières). √15 est le nombre suivant de ce type.

## Approximations rationnelles

### Développements décimaux

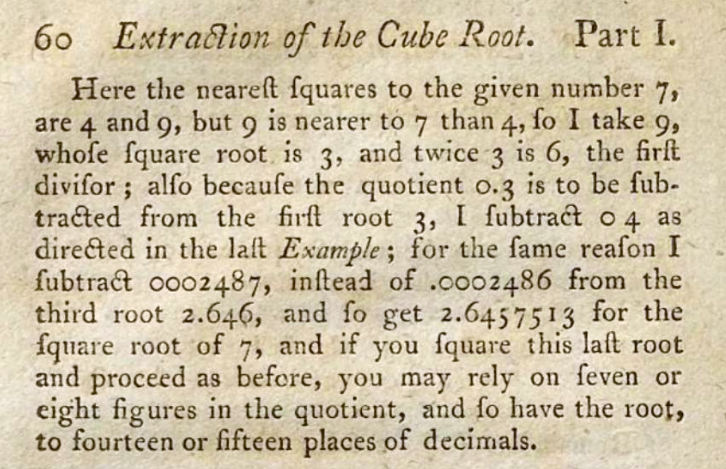
Explication de la méthode d'extraction de la racine carrée de 7 à 7 décimales et plus, d'après Hawney, 1797.

Les méthodes d'extraction des décimales des racines carrées utilisent la racine carrée de 7 comme exemple ou exercice dans les manuels scolaires depuis des centaines d'années. Nombres de chiffres après la virgule obtenus : 5 en 1773  et 1852, 3 en 1835 , 6 en 1808  et 7 en 1797 . Une obtention de décimales par la méthode de Newton a été illustrée en 1922, concluant que √7 vaut 2,646 « au millième près » .

### Développements en fraction continue

#### Fraction continue simple
Pour obtenir une famille de bonnes approximations rationnelles, la racine carrée de 7 peut être exprimée sous forme de fraction continue simple :
{\displaystyle [2;1,1,1,4,1,1,1,4,\ldots ]=2+{\cfrac {1}{1+{\cfrac {1}{1+{\cfrac {1}{1+{\cfrac {1}{4+{\cfrac {1}{1+\dots }}}}}}}}}}}, les coefficients formant la suite A010121 de l'OEIS.
Les réduites successives de cette fraction continue sont :
{\displaystyle u_{0}={\frac {2}{1}},{\frac {3}{1}},{\frac {5}{2}},u_{3}={\frac {8}{3}},{\frac {37}{14}},{\frac {45}{17}},{\frac {82}{31}},u_{7}={\frac {127}{48}},{\frac {590}{223}},{\frac {717}{271}},{\frac {1307}{494}},u_{11}={\frac {2024}{765}},\dots ,u_{15}={\frac {32257}{12192}},\dots }
Leurs numérateurs forment la suite A041008 de l'OEIS, et les dénominateurs la suite A041009 de l'OEIS.
La suite {\displaystyle (u_{n})} vérifie la relation de récurrence homographique {\displaystyle u_{n+4}=2+1/(1+1/(1+1/(1+1/(2+u_{n}))))={\frac {8u_{n}+21}{3u_{n}+8}}}.
Chaque réduite est une meilleure approximation rationnelle de √7 ; en d'autres termes, elle est plus proche de √7 que n’importe quel rationnel de dénominateur plus petit. Le nombre de décimales correctes augmente linéairement à raison de moins d'un chiffre par pas :
{\displaystyle {\frac {2}{1}}=2,0\,;\quad {\frac {3}{1}}=3,0\,;\quad {\frac {5}{2}}=2,5\,;\quad {\frac {8}{3}}=2,66\dots ;\quad {\frac {37}{14}}=2,6429...;\quad {\frac {45}{17}}=2,64705...;\quad {\frac {82}{31}}=2,64516...;\quad {\frac {127}{48}}=2,645833...;\quad \ldots }
Les termes {\displaystyle u_{4k+3}} sont égaux à  {\displaystyle {\frac {a_{k}}{b_{k}}}} où {\displaystyle a_{k},b_{k}} sont les entiers définis par {\displaystyle (8+3{\sqrt {7}})^{k+1}=a_{k}+b_{k}{\sqrt {7}}} ; 
comme {\displaystyle a_{k}^{2}-7b_{k}^{2}=(64-63)^{k+1}=1}, les couples {\displaystyle (a_{k},b_{k}):(8,3),(127,48),{\text{etc.}}} sont les solutions de  l'équation de Pell-Fermat :
{\displaystyle x^{2}-7y^{2}=1}.

#### Fraction continue généralisée
La méthode de Bombelli utilisant pour {\displaystyle a>0} la relation {\displaystyle {\sqrt {7}}=a+{\frac {7-a^{2}}{a+{\sqrt {7}}}}} permet d'obtenir le développement en fraction continue généralisée :{\displaystyle {\sqrt {7}}=\ a+{\frac {7-a^{2}}{2a+{\frac {7-a^{2}}{2a+{\frac {7-a^{2}}{2a+{\frac {7-a^{2}}{2a+\ldots }}}}}}}}=1+{\frac {7-a^{2}\mid }{\mid 2a}}+{\frac {7-a^{2}\mid }{\mid 2a}}+\cdots }.
Pour {\displaystyle a=2} on obtient {\displaystyle {\sqrt {7}}=2+{\cfrac {3}{4+{\cfrac {3}{4+\ddots }}}}}dont les réduites sont {\displaystyle v_{0}=2,v_{1}={\frac {11}{4}},{\frac {50}{19}},v_{3}={\frac {233}{88}},\dots }
Le rationnel {\displaystyle v_{n}} est égal à  {\displaystyle {\frac {c_{n}}{d_{n}}}} où {\displaystyle c_{n},d_{n}} sont les entiers définis par {\displaystyle (2+{\sqrt {7}})^{n+1}=c_{n}+d_{n}{\sqrt {7}}} .
La suite {\displaystyle (c_{n})} (2, 11, 50, 233, ..) est répertoriée comme suite A108851 de l'OEIS et {\displaystyle (d_{n})} comme suite A015530 de l'OEIS.
Pour {\displaystyle a=3}, {\displaystyle {\sqrt {7}}=3-{\cfrac {2}{6-{\cfrac {2}{6-{\cfrac {2}{6-\ddots }}}}}}}  qui se simplifie en {\displaystyle {\sqrt {7}}=3-{\cfrac {1}{3-{\cfrac {1}{6-{\cfrac {1}{3-\ddots }}}}}}=[3;-3,-6,-3,-6,\dots ]}. 
Ses réduites successives, {\displaystyle 3,{\frac {8}{3}},{\frac {45}{17}},\dots } forment la sous-suite {\displaystyle (u_{2n+1})} de {\displaystyle (u_{n})}.

### Méthode de Héron
Par la méthode de héron, √7 est la limite de la suite définie par x0 = a > 0 et  xn+1 = 1/2(xn + 7/xn);  La suite converge quadratiquement (nombre de décimales exactes doublant approximativement à chaque pas).
Pour {\displaystyle a=3}, on obtient
{\displaystyle x_{0}=3,\quad x_{1}={\frac {8}{3}}=2,66...,\quad x_{2}={\frac {127}{48}}=2,6458...,\quad x_{3}={\frac {32257}{12192}}=2,645751312...,\quad x_{4}={\frac {2081028097}{786554688}}=2,645751311064591...,\quad \dots }
On a {\displaystyle x_{n}=u_{(2^{n+1}-1)}}, et comme {\displaystyle 2^{n+1}-1=4(2^{n-1}-1)+3}, tous les termes sauf le premier fournissent une solution à l’équation de Pell-Fermat {\displaystyle x^{2}-7y^{2}=1} vue ci-dessus.
Pour {\displaystyle a=2}, on obtient
{\displaystyle x'_{0}=2,\quad x'_{1}={\frac {11}{4}}=2,75,\quad x_{2}={\frac {233}{88}}=2,64...,\quad x_{3}={\frac {108497}{41008}}=2,64575...,\quad \dots }
On a cette fois {\displaystyle x'_{n}=v_{(2^{n}-1)}}.

### Méthode de Halley
La méthode de Halley fournit une suite qui croit encore plus rapidement vers √7 (convergence cubique), définie par : {\displaystyle \ y_{0}=1,\ y_{n+1}={\frac {y_{n}(y_{n}^{2}+21)}{(3y_{n}^{2}+7)}}}.
Ses premiers termes sont : {\displaystyle \ 1,\ {\frac {50}{19}},\ y_{2}={\frac {504050}{190513}}=v_{8}=2,645751\dots } .
La suite {\displaystyle (y_{n})} est une sous-suite de la suite {\displaystyle (v_{n})} des réduites de la fraction continue généralisée (méthode de Bombelli) de √5. Plus précisément : {\displaystyle \ y_{n}=v_{(3^{n}-1)}} .

## En dehors des mathématiques

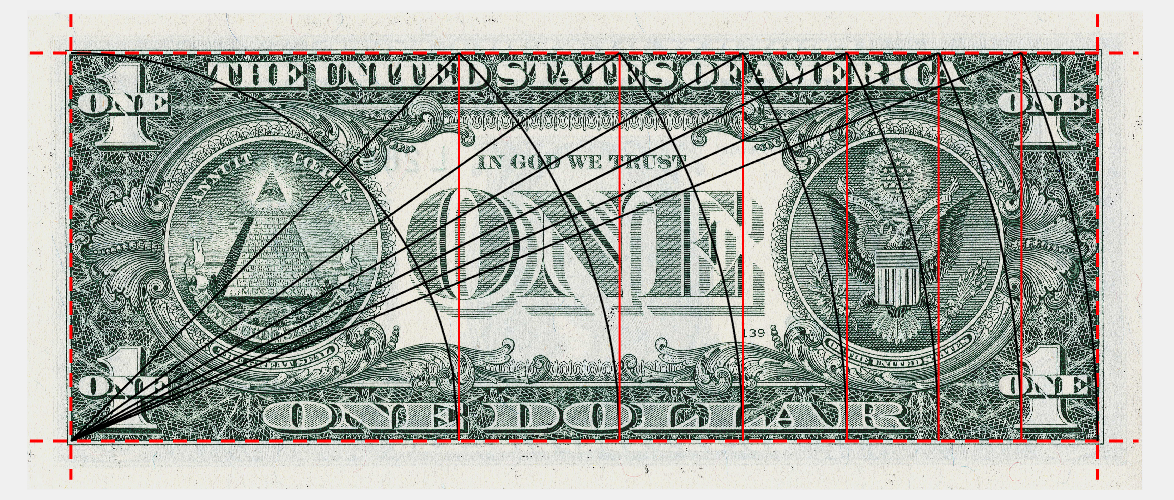
Numérisation du billet de 1 dollar américain.

Au revers du billet d'un dollar américain actuel, le rectangle intérieur est le rectangle ayant une diagonale de 6 pouces et un rapport longueur/largeur égal à √7 ; il est donc de largeur 3/√2 ≈ 2,121 pouces et de longueur 3√7/√2 ≈ 5,612 pouces.

## Voir également
- Racine carrée
- Racine carrée d'un entier naturel
- Racine carrée de 2
- Racine carrée de 3
- Racine carrée de 5
- Racine carrée de 6
- Racine carrée de 10
- Formules trigonométriques en kπ/7